# 17. poljska artilerijska brigada (ZDA)
17. poljska artilerijska brigada (izvirno angleško 17th Field Artillery Brigade) je poljska artilerijska brigada Kopenske vojske Združenih držav Amerike.